# 鎖樋

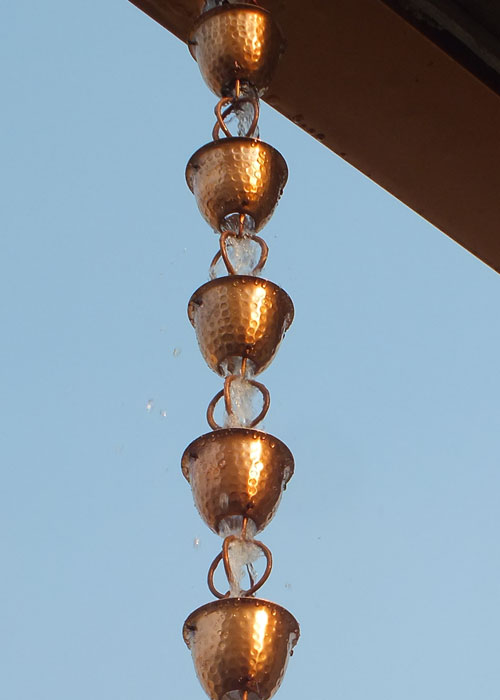
銅製のカップ付き鎖樋

鎖樋（くさりとい、くさりどい、英: rain chain）は、日本家屋の軒先につるして利用する鎖状の雨樋。 
主に装飾を目的とし、雨水が下向きに排水溝または貯蔵容器に運ばれることで水景物を作るために設けられる（雨水は家庭用に収集されることもある）。屋根に降った雨水は、樋に伝わせて下方へ落とし排出するが、樋の流れ先にかめを用意してあったり、設けられた水がめに龍が彫られていたり、 雨水を落とすために考えられた形状でありながら、デザイン性に優れたものも多い。また、その流れは流体力学の研究にも活用されている。
鎖樋は通常、それぞれ底に穴が開いた金属カップを鎖状に連ねた形か、または垂直に鎖をつなげ下げる形のいずれかをとる。

## 歴史
日本においては、古くは茶室の数寄屋造りに用いられ、また多くの寺院にも見ることができる。 

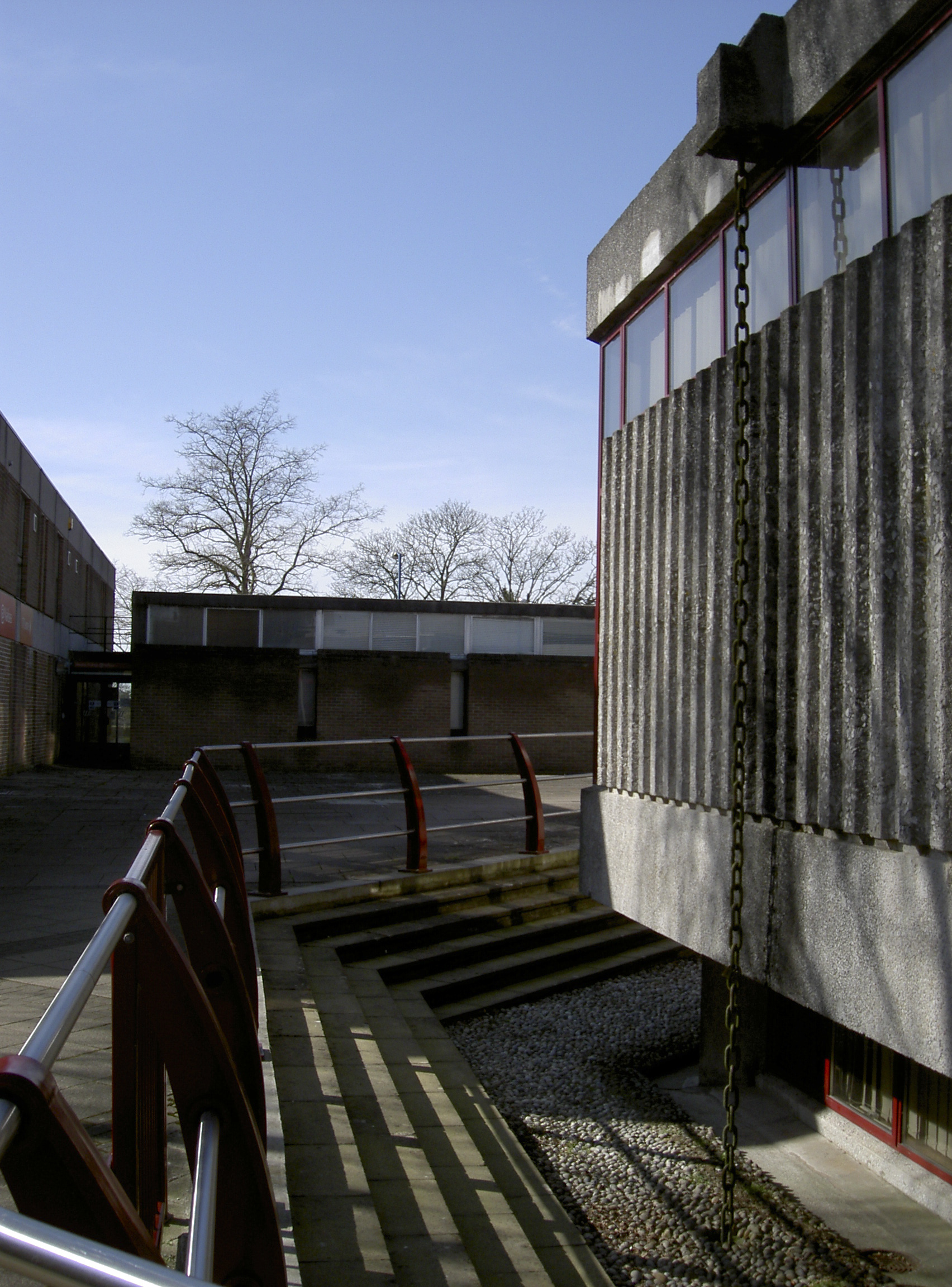
イギリス・ネイルシーのブルータリズム様式の図書館の鎖樋

西洋においては、北欧特有の建築で同様の方法で単純な棒を雨水ガイドとして使用することがよくある。また、コンクリートやポートランド石で造られたファサードに金属の鎖を並べたように、モダニズム建築の時代にも使用されてきた。
2015年5月に竣工した「コープ共済プラザビル」は、鎖樋を利用した壁面緑化が評価され、第15回屋上・壁面・特殊緑化技術コンクールで「壁面・特殊緑化部門」国土交通大臣賞を受賞している。

## ギャラリー

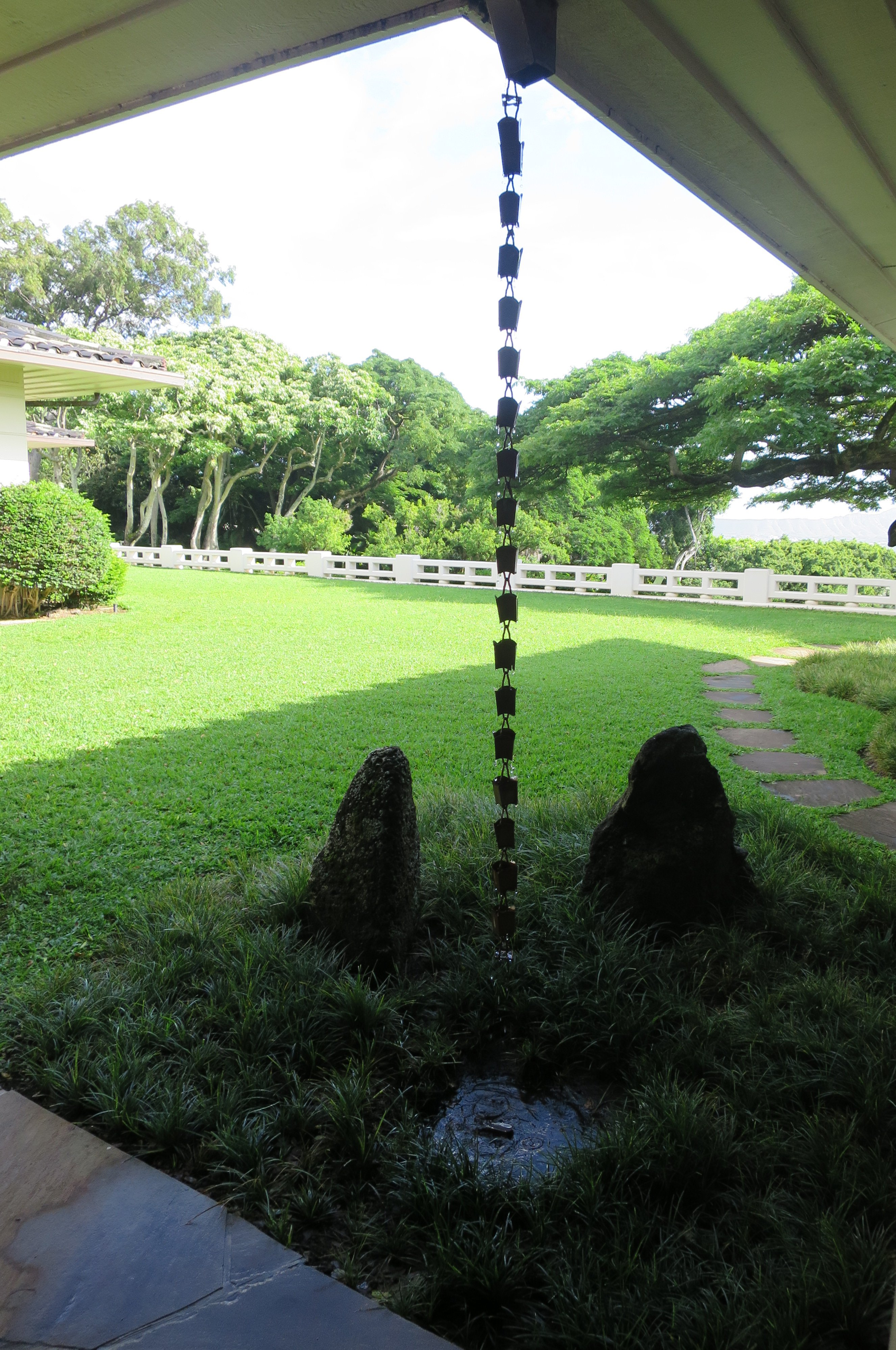
ホノルルの庭園の鎖樋
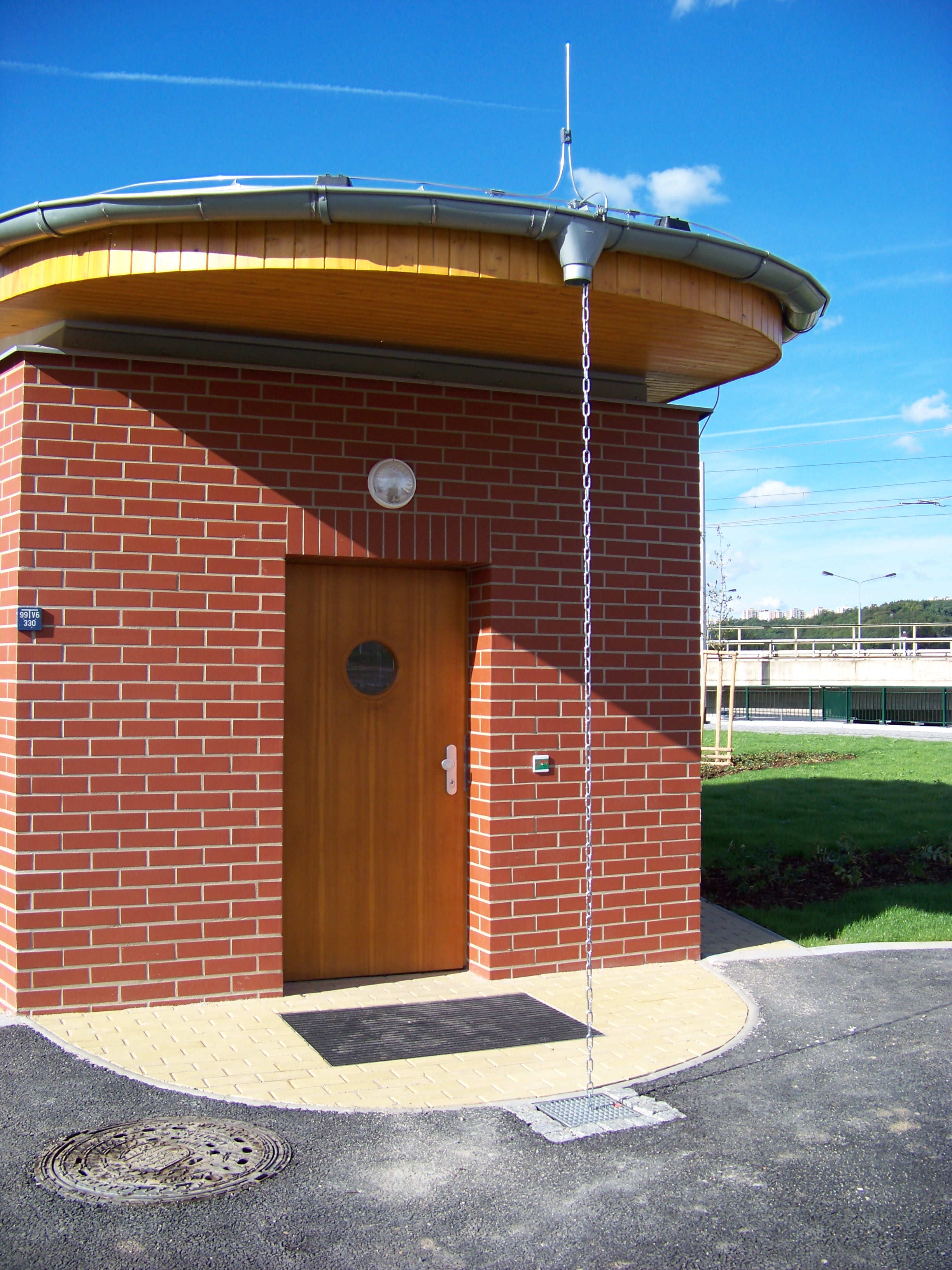
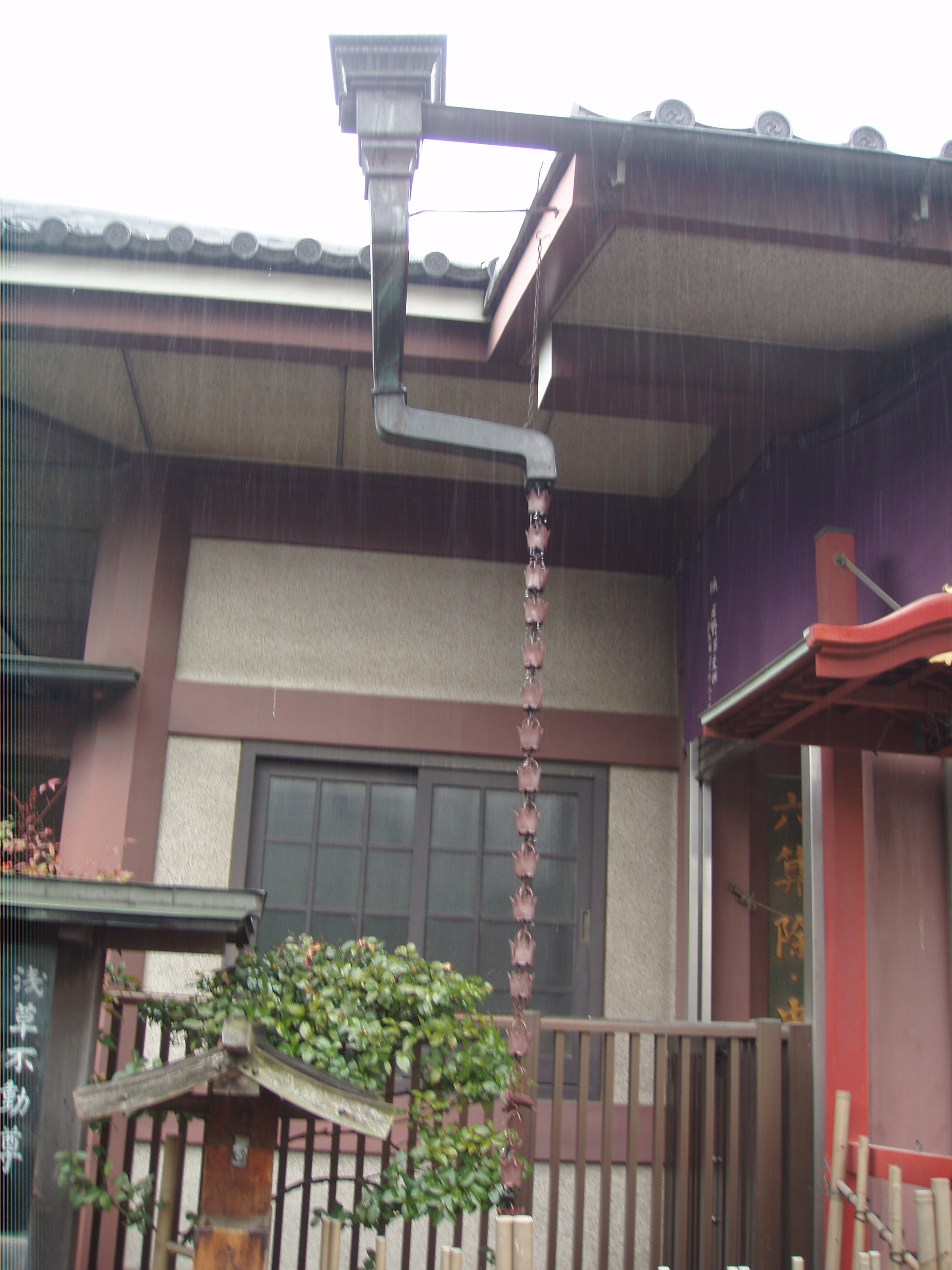